# Salvador Estrada i Ribas
Salvador Estrada i Ribas (Barcelona, ? — 1862) va ser un advocat i escriptor català. Va estar dedicat durant anys a l'estudi de la llengua catalana i va treballar possiblement en un diccionari català-castellà. Va guanyar un premi en els Jocs Florals de Barcelona del 1859, i va escriure diverses obres teatrals i poesies en castellà entre elles ¿Qui venç l'amor, que captiva? i Sonet. Les flors són la poesía de la creació.